# Fageia concolor
Fageia concolor är en spindelart som beskrevs av Cândido Firmino de Mello-Leitão 1947. 
Fageia concolor ingår i släktet Fageia och familjen snabblöparspindlar. Inga underarter finns listade i Catalogue of Life.